# Argemiro Pereira de Menezes
Argemiro Pereira de Menezes (Serra Talhada, 12 de julho de 1916-07 de fevereiro de 2015) Foi um comerciante e político brasileiro. Foi vereador de Serra Talhada e deputado estadual de Pernambuco por 8 mandatos.

## Biografia
Nascido na fazenda Carnaúba em Serra Talhada em 1916, foi um dos principais comerciantes de cereais e criadores de bovinos da região. Aos 31 anos de idade iniciou sua carreira política, elegendo-se pela primeira vez vereador em 1947 e reelegendo-se (sempre com votações expressivas) nos pleitos seguintes, em 1951 e 1955. Antes de terminar seu terceiro mandato como vereador licenciou-se para assumir o cargo de delegado do IAPC (Instituto de Aposentadorias e Pensões dos Comerciários) em Recife. Em 1958 licenciou-se do IAPC para disputar a sua primeira eleição para Deputado Estadual, sendo eleito e assumindo na Assembléia Legislativa do Estado em 13 de março de 1959, tendo sido reeleito por mais sete legislatura, a última em 1986.